# Chrysotaenia quadripunctata
Chrysotaenia quadripunctata là một loài bướm đêm trong họ Geometridae.